# Айбірія (Міссурі)
Айбірія (англ. Iberia) — місто (англ. city) в США, в окрузі Міллер штату Міссурі. Населення — 703 особи (2020).

## Географія
Айбірія розташована за координатами 38°5′19″ пн. ш. 92°17′46″ зх. д. / 38.08861° пн. ш. 92.29611° зх. д. (38.088684, -92.296182).  За даними Бюро перепису населення США в 2010 році місто мало площу 2,28 км², уся площа — суходіл.

## Демографія
Згідно з переписом 2010 року, у місті мешкало 736 осіб у 287 домогосподарствах у складі 185 родин. Густота населення становила 323 особи/км².  Було 347 помешкань (152/км²).
Расовий склад населення:
| - 95,8 % — білих - 1,1 % — корінних американців - 0,8 % — чорних або афроамериканців |

До двох чи більше рас належало 1,6 %. Частка іспаномовних становила 3,0 % від усіх жителів.
За віковим діапазоном населення розподілялося таким чином: 31,4 % — особи молодші 18 років, 55,8 % — особи у віці 18—64 років, 12,8 % — особи у віці 65 років та старші. Медіана віку мешканця становила 31,4 року. На 100 осіб жіночої статі у місті припадало 94,7 чоловіків;  на 100 жінок у віці від 18 років та старших — 90,6 чоловіків також старших 18 років.
Середній дохід на одне домашнє господарство  становив 35 545 доларів США (медіана — 28 214), а середній дохід на одну сім'ю — 45 534 долари (медіана — 35 625). Медіана доходів становила 39 063 долари для чоловіків та 24 107 доларів для жінок. За межею бідності перебувало 22,8 % осіб, у тому числі 23,8 % дітей у віці до 18 років та 15,3 % осіб у віці 65 років та старших.
Цивільне працевлаштоване населення становило 245 осіб. Основні галузі зайнятості: освіта, охорона здоров'я та соціальна допомога — 18,0 %, виробництво — 15,5 %, роздрібна торгівля — 14,3 %.